# Hanan Aschrawi

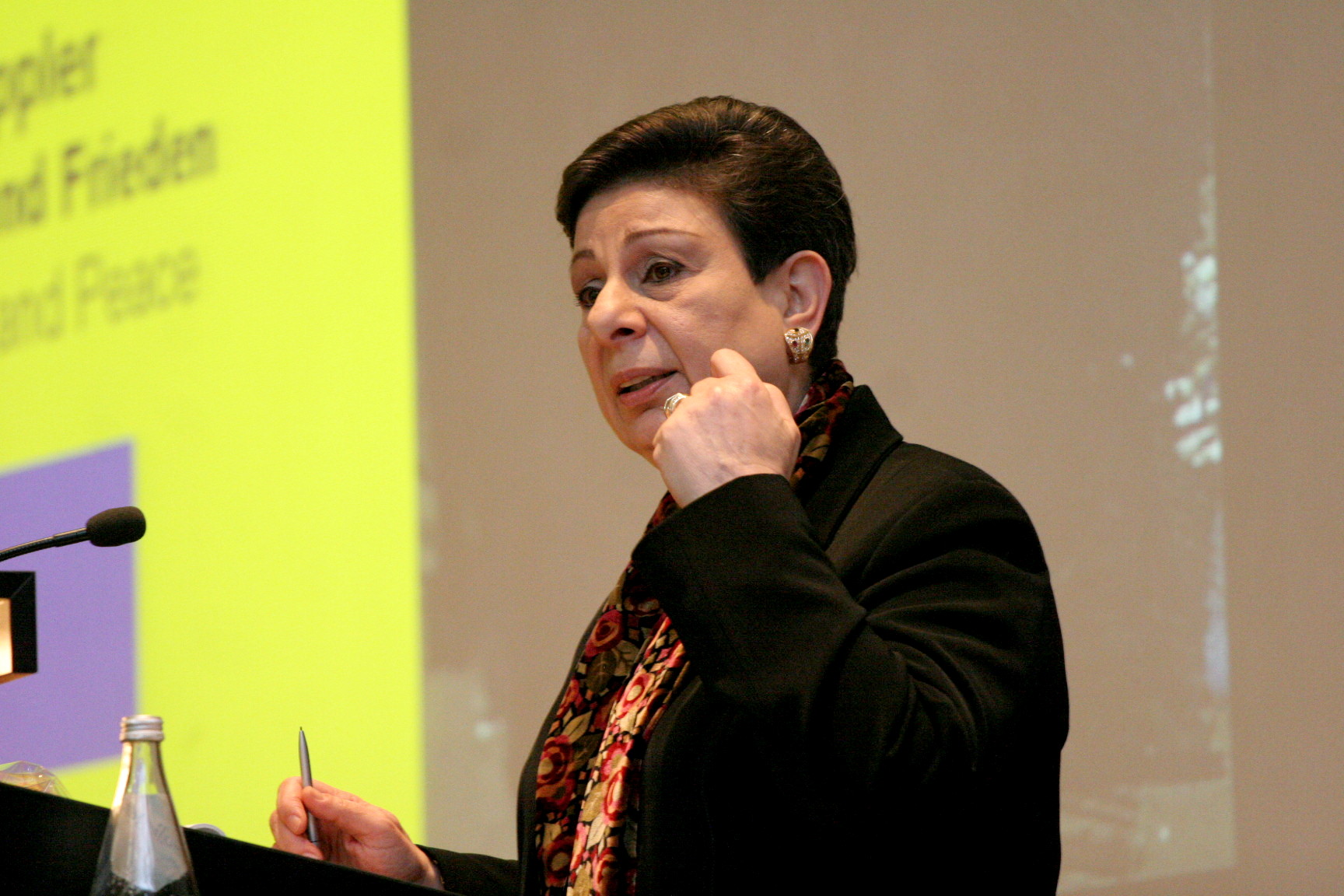
Hanan Ashrawi bei der Verleihung der Mercator-Professur in Duisburg 2007

Hanan Aschrawi (arabisch حنان عشراوي, DMG Ḥanān ʿAšrāwī; * 8. Oktober 1946 in Nablus, Völkerbundsmandat für Palästina) ist eine christliche arabische (palästinensische) Politikerin der Partei des „Dritten Weges“ und Anglistin.

## Leben
Nach dem Studium der Anglistik an der Amerikanischen Universität Beirut, wo sie den Master-Grad erhielt, studierte Aschrawi Mediävistik und Komparatistik an der University of Virginia, Charlottesville, und schloss das Studium mit ihrer Promotion ab. Im Jahr 1973 ging sie zurück nach Palästina, wo sie die Anglistik-Abteilung der Universität Bir Zait im Westjordanland aufbaute.
Sie war Direktorin der Abteilung von 1973 bis 1984, mit einer dreijährigen Pause von 1978 bis 1981 und zwischen 1986 und 1990 war sie Dekanin an der Fakultät der Künste. Bis 1995 war sie Fakultätsmitglied der Bir-Zait-Universität, sie veröffentlichte Gedichte, Kurzgeschichten und Artikel über palästinische Kultur, Literatur (einschließlich einer Anthologie über die Literatur Palästinas) und Politik.
Ihr Vater war einer der Gründer der Palästinensischen Befreiungsorganisation (PLO) und ihre Mutter Wadi’a Ass’ad Mikhail war  Krankenschwester. Seit 1974 ist sie politisch aktiv. Sie gründete das Rechtshilfe-Komitee der Bir-Zait-Universität und ein Projekt zur Wahrung der Menschenrechte. Ihre politische Arbeit wurde auf einen Schlag bekannt, als sie im Jahre 1988 dem Politischen Intifada-Komitee beitrat. Sie diente in diesen diplomatischen Komitees bis 1993. Von 1991 bis 1993 war sie offizielle Sprecherin der palästinensischen Delegation im Nahost-Friedensprozess und Mitglied des Führungs- und Exekutivkomitees der Delegation.
Zwischen 1993 und 1995 wurde mit der Unterzeichnung des Friedensabschlusses durch Jassir Arafat und Jitzchak Rabin die Palästinensische Autonomiebehörde geschaffen. Ashrawi war Vorsitzende des Vorbereitungskomitees für die Unabhängige Palästinensische Menschenrechtskommission in Jerusalem, später dann gewähltes Mitglied (Wahlkreis Jerusalem) des palästinensischen Legislativrats.
Im Jahr 1995 publizierte sie ihre Memoiren mit dem Titel This Side of Peace.
Im Jahr 1996 wurde Aschrawi zur Ministerin für Bildung und Forschung berufen; 1998 legte sie dieses Amt aus Protest gegen die politische Korruption in der von Arafat dominierten palästinensischen Führung nieder.
Im Jahr 1998 gründete Aschrawi die palästinensische Initiative zur Förderung von globalem Dialog und Demokratie (MIFTAH), eine Initiative, welche die Menschenrechte fördern soll.
2000 erhielt sie die Ehrendoktorwürde der Saint Mary’s University Halifax. 2003 wurde ihr der Sydney Peace Prize der University of Sydney verliehen.
2007 war Aschrawi die Inhaberin der Mercator-Professur an der Universität Duisburg-Essen.
Anfang Dezember 2020 zog sie sich  nach mehr als 10 Jahren aus dem Exekutivkomitee der PLO zurück.

## Werke
- This Side of Peace: A Personal Account (ISBN 0-684-80294-5) dt.: Ich bin in Palästina geboren, Siedler Verlag 1995, ISBN 3-88680-573-5